# Dave Stewart (baseball)
Pour les articles homonymes, voir Dave Stewart et Stewart.
David Keith Stewart (né le 19 février 1957 à Oakland, Californie, États-Unis) est un ancien lanceur droitier des Ligues majeures de baseball et l'ancien directeur-gérant des Diamondbacks de l'Arizona. 
Dave Stewart joue de 1978 à 1995 et est surtout reconnu pour ses performances comme lanceur partant chez les Athletics d'Oakland et les Blue Jays de Toronto. Il remporte la Série mondiale à trois reprises et est nommé joueur par excellence de la Série mondiale 1989, gagnée par les Athletics.

## Carrière

### Premières années
Dave Stewart a fait sa première apparition dans les ligues majeures avec les Dodgers de Los Angeles en 1978. Après deux saisons dans les mineures, il revient avec l'équipe en 1981, année où les Dodgers remportent la Série mondiale. Utilisé uniquement en relève, tant durant la saison régulière qu'en séries éliminatoires, il encaisse deux défaites en Série de division contre les Astros de Houston et ne sera plus utilisé par la suite.
Il effectue ses premiers départs avec les Dodgers en 1982, mais après la saison 1983, Los Angeles l'échange aux Rangers du Texas contre le lanceur Rick Honeycutt.
Il est transféré chez les Phillies de Philadelphie en septembre 1985, mais sa nouvelle équipe le libère en mai 1986. Deux semaines plus tard, il est signé comme agent libre par les Athletics d'Oakland, l'équipe de sa ville natale. 

### Athletics d'Oakland
Les A's utilisent Stewart comme partant et il connaît beaucoup de succès, avec quatre saisons consécutives de 20 victoires ou plus de 1987 à 1990.
Oakland atteint la Série mondiale trois années consécutives et remportent celle de 1989. En Série de championnat de la Ligue américaine, il gagne deux matchs contre les Blue Jays de Toronto et conserve une moyenne de points mérités de 2,81.  En Série mondiale, il remporte les matchs # 1 et # 3 contre les Giants de San Francisco. Sa fiche de 2-0 et sa moyenne de 1,69 lui valent d'être élu joueur par excellence de la série.
Le 29 juin 1990, Stewart lance un match sans point ni coup sûr au SkyDome de Toronto, contre les Blue Jays. Il devient le premier lanceur Afro-Américain à réussir cet exploit dans les majeures depuis Jim Bibby en 1973. Il faudra attendre Dallas Braden en 2010 pour voir un autre membre des Athletics d'Oakland accomplir cet exploit. À noter que le même jour dans la Ligue nationale, Fernando Valenzuela, des Dodgers, lança aussi un match sans coup sûr. Il s'agissait de la première fois de l'histoire qu'un match sans point ni coup sûr était réussi dans chaque ligue la même journée.
En 1990, il est élu joueur par excellence de la Série de championnat contre les Red Sox de Boston, mais les A's perdent en Série mondiale contre les Reds de Cincinnati, une finale dans laquelle il est lanceur de décision pour deux des quatre défaites de son équipe.

### Blue Jays de Toronto
Stewart signe comme agent libre avec les Blue Jays de Toronto, pour qui il évoluera en 1993 et 1994. Avec deux gains sur les White Sox de Chicago, il est élu joueur par excellence de la Série de championnat à nouveau, complétant sa carrière avec une fiche immaculée de 8-0 au cours de cette ronde éliminatoire. Il aide les Jays à remporter la Série mondiale 1993, malgré une performance quelque peu chancelante en finale.
Il a complété sa carrière en jouant une dernière saison à Oakland en 1995.

## Honneurs et exploits
- Quatre saisons de 20 victoires ou plus (1987-1990).
- Joueur par excellence de la Série mondiale 1989.
- Joueur par excellence des Séries de championnat de la Ligue américaine en 1990 et 1993.
- A participé au match des étoiles en 1989.
- Membre de trois équipes championnes de la Série mondiale (Los Angeles en 1981, Oakland en 1989, Toronto en 1993).

## Après-carrière
Après sa carrière de baseballeur, Stewart est devenu agent de joueurs. Fondateur de la firme Sports Management Partners, basée à San Diego, il compte ou a compté parmi ses clients Eric Chavez, Matt Kemp et Chad Billingsley.
Le 25 septembre 2014, il est nommé directeur général des Diamondbacks de l'Arizona. Il succède dans ce rôle à Kevin Towers au sein d'un club qui s'apprête à rater les séries éliminatoires pour la 3e année consécutive et occupe le dernier rang sur 30 clubs du baseball majeur à quelques jours de la fin de la saison 2014. Il est la 4e personne à occuper ce poste dans l'histoire de la franchise, excluant deux périodes d'intérim. Son premier geste avec Arizona est d'acquérir des Rays de Tampa Bay le lanceur droitier Jeremy Hellickson le 14 novembre 2014, en retour de deux joueurs d'avenir, le voltigeur Justin Williams et l'arrêt-court Andrew Velazquez. Très contesté pour des transactions douteuses,, Stewart est congédié par Arizona le 3 octobre 2016.